# Coppa d'Algeria (pallavolo femminile)
La Coppa d'Algeria è un torneo per club dell'Algeria ed è posto sotto l'egida della Federazione pallavolistica dell'Algeria.
La prima edizione del torneo si è giocata nell'annata 1964-65 e le squadre che hanno riportato il maggior numero di successi sono il Groupement Sportif des Pétroliers d'Alger, il Nasr Athletique d'Hussein Dey e l'Association Sportive de la Wilaya Béjaïa.

## Albo d'oro
| Edizione         | Edizione          | Podio             | Podio                              | Podio      |
| Anno             | Sede della finale | Campione          | Risultato                          | Finalista  |
| ---------------- | ----------------- | ----------------- | ---------------------------------- | ---------- |
| 1964-65 Dettagli | -                 | ?                 | -                                  | -          |
| 1965-66 Dettagli | -                 | ?                 | -                                  | -          |
| 1966-67 Dettagli | -                 | NA Hussein Dey    | -                                  | -          |
| 1967-68 Dettagli | -                 | NA Hussein Dey    | -                                  | -          |
| 1968-69 Dettagli | -                 | NA Hussein Dey    | -                                  | -          |
| 1969-70 Dettagli | -                 | NA Hussein Dey    | -                                  | -          |
| 1970-71 Dettagli | -                 | NA Hussein Dey    | -                                  | -          |
| 1971-72 Dettagli | -                 | NA Hussein Dey    | -                                  | -          |
| 1972-73 Dettagli | -                 | NR Blida          | -                                  | -          |
| 1973-74 Dettagli | -                 | NAR Skikda        | -                                  | -          |
| 1974-75 Dettagli | -                 | JSS El-Biar       | -                                  | -          |
| 1975-76 Dettagli | -                 | El-Djazair Riadha | -                                  | -          |
| 1976-77 Dettagli | -                 | El-Djazair Riadha | -                                  | -          |
| 1977-78 Dettagli | -                 | MP d'Alger        | -                                  | -          |
| 1978-79 Dettagli | -                 | MP d'Alger        | -                                  | -          |
| 1979-80 Dettagli | -                 | MP d'Alger        | -                                  | -          |
| 1980-81 Dettagli | -                 | MP d'Alger        | -                                  | -          |
| 1981-82 Dettagli | -                 | NADIT Algeri      | -                                  | -          |
| 1982-83 Dettagli | -                 | MP d'Alger        | -                                  | -          |
| 1983-84 Dettagli | -                 | MP d'Alger        | -                                  | -          |
| 1984-85 Dettagli | -                 | RIJ Algeri        | -                                  | -          |
| 1985-86 Dettagli | -                 | MP d'Alger        | -                                  | -          |
| 1986-87 Dettagli | -                 | MP d'Alger        | -                                  | -          |
| 1987-88 Dettagli | -                 | MP d'Alger        | -                                  | -          |
| 1988-89 Dettagli | -                 | NA Hussein Dey    | -                                  | -          |
| 1989-90 Dettagli | -                 | MC d'Alger        | -                                  | -          |
| 1990-91 Dettagli | -                 | MC d'Alger        | -                                  | -          |
| 1991-92 Dettagli | -                 | MC d'Alger        | -                                  | -          |
| 1992-93 Dettagli | -                 | ASW Béjaïa        | -                                  | -          |
| 1993-94 Dettagli | -                 | ASW Béjaïa        | -                                  | -          |
| 1994-95 Dettagli | -                 | ASW Béjaïa        | -                                  | -          |
| 1995-96 Dettagli | -                 | ASW Béjaïa        | -                                  | -          |
| 1996-97 Dettagli | -                 | MC d'Alger        | -                                  | -          |
| 1997-98 Dettagli | -                 | ASW Béjaïa        | -                                  | -          |
| 1998-99 Dettagli | -                 | ASW Béjaïa        | -                                  | -          |
| 1999-00 Dettagli | -                 | MC d'Alger        | -                                  | -          |
| 2000-01 Dettagli | -                 | MC d'Alger        | -                                  | -          |
| 2001-02 Dettagli | -                 | MC d'Alger        | -                                  | RIJ Algeri |
| 2002-03 Dettagli | -                 | MC d'Alger        | -                                  | MB Béjaïa  |
| 2003-04 Dettagli | -                 | NC Béjaïa         | -                                  | ASW Béjaïa |
| 2004-05 Dettagli | -                 | GS Chlef          | 3 - 0 (?)                          | NC Béjaïa  |
| 2005-06 Dettagli | -                 | NC Béjaïa         | 3 - 0 (25-19, 27-25, 25-23)        | GS Chlef   |
| 2006-07 Dettagli | -                 | NC Béjaïa         | 3 - 2 (?)                          | MC d'Alger |
| 2007-08 Dettagli | -                 | MC d'Alger        | 3 - 1 (?)                          | NC Béjaïa  |
| 2008-09 Dettagli | -                 | GS Pétroliers     | 3 - 0 (25-14 25-22 25-19)          | NC Béjaïa  |
| 2009-10 Dettagli | -                 | GS Pétroliers     | 3 - 1 (25-20, 23-25, 25-22, 25-17) | GS Chlef   |
| 2010-11 Dettagli | -                 | GS Pétroliers     | 3 - 1 (25-16, 23-25, 25-17, 25-15) | NC Béjaïa  |